# Associació per a uns Diagnòstics, Intervencions i Resultats Comuns a Europa
Associació per a uns Diagnòstics, Intervencions i Resultats Comuns a Europa, ACENDIO (The Association for Common European Nursing Diagnoses, Interventions and Outcomes) és una associació de socis i institucions europees amb seu a Irlanda.
Es va fundar l'any 1995 per treballar per al desenvolupament d'un llenguatge comú en la descripció de la pràctica infermera. Amb aquest propòsit, l'ACENDIO dona suport al ICN, Consell Internacional d'Infermeres (International Council of Nurses) en la confecció de la ICNP, Classificació internacional per a la pràctica d'infermeria (International Classification of Nursing Practice).
L'any 2017, ACENDIO i la Asociación Española de Nomenclatura, Taxonomía y Diagnóstico de Enfermería (AENTDE) van organitzar una convenció internacional sota el títol «eSalud y lenguajes enfermeros estandarizados: apoyando la práctica, avanzando la ciencia», que va tenir lloc a València els dies 23, 24 i 25 de març.